# Вулиця Григорія Сковороди (Прилуки)
Вулиця Григорія Сковороди — одна з вулиць Прилук, розташована в східній частині міста. Знаходиться в історичному районі Верхні Кустівці. Не має твердого покриття.

## Назва
Вулиця названа на честь українського поета та філософа Григорія Сковороди.

## Розташування
Бере свій початок від вулиці Коцюбинського (№ 50, 52) біля Кустівського кладовища, пролягає на південь до вулиці Європейської (№ 257, 259) паралельно вулицям Червоної Рути і Польовій. Перетинає вулиці:
- Польовий в'їзд

## Будівлі, споруди, місця
Забудована приватними житловими будинками. Закінчується будинками № 15, 16.

## Транспорт
Автобусного руху не має.